# Michel Thévenin
Michel Thévenin est un homme politique néo-hébridais.

## Biographie
Fils d'un colon planteur français installé sûr l'île de Pentecôte aux Nouvelles-Hébrides, colonie franco-britannique, il devient instituteur à Luganville, la seule ville de l'île d'Espiritu Santo,.
Il co-fonde avec notamment Aimé Maléré et « un petit groupe de Mélanésiens francophones à Santo et aux environs », à la fin de l'année 1973, le Mouvement autonomiste des Nouvelles-Hébrides, parti politique conservateur francophone et « lié à des mouvements de droite en Nouvelle-Calédonie » ; le parti soutient l'administration coloniale française, promeut la décentralisation politique plutôt qu'un futur État unitaire pour la colonie, et souhaite en retarder l'indépendance alors que le Parti national des Nouvelles-Hébrides, anglophone, milite pour une indépendance immédiate et centralisée,,.
En 1975 ont lieu les premières élections législatives pour une Assemblée représentative des Nouvelles-Hébrides. Michel Thévenin y est confortablement élu député de la circonscription rurale d'Espiritu Santo. Le MANH se rapproche du Nagriamel, mouvement autochtone francophone prônant la sécession d'Espiritu Santo, et Michel Thévenin demeure personnellement associé à ce mouvement. Ainsi, après les élections, il ne participe qu'à la première session de la nouvelle Assemblée, n'y venant que pour la dénoncer comme illégitime. Le seul autre député du MANH, Thomas Tungu, associé lui aussi au Nagriamel, participe quant à lui à l'Assemblée. 
En raison d'irrégularités, les élections de cinq des six députés d'Espiritu Santo sont annulées par la Cour d'appel coloniale, y compris celle de Michel Thévenin. Il choisit de ne pas être candidat à l'élection partielle qui en résulte, qui est remportée par Jimmy Stevens, le chef du Nagriamel,,. Il participe toutefois aux élections législatives anticipées de 1977, qui sont boycottées par les indépendantistes, permettant aux partis dits « modérés » (notamment le MANH, l'Union tan et le Nagriamel) d'y remporter tous les sièges. Fin 1978, un gouvernement d'union nationale avec les indépendantistes est formé, et Michel Thévenin n'est pas candidat aux élections de 1979 qui en découlent.